# ザムザム

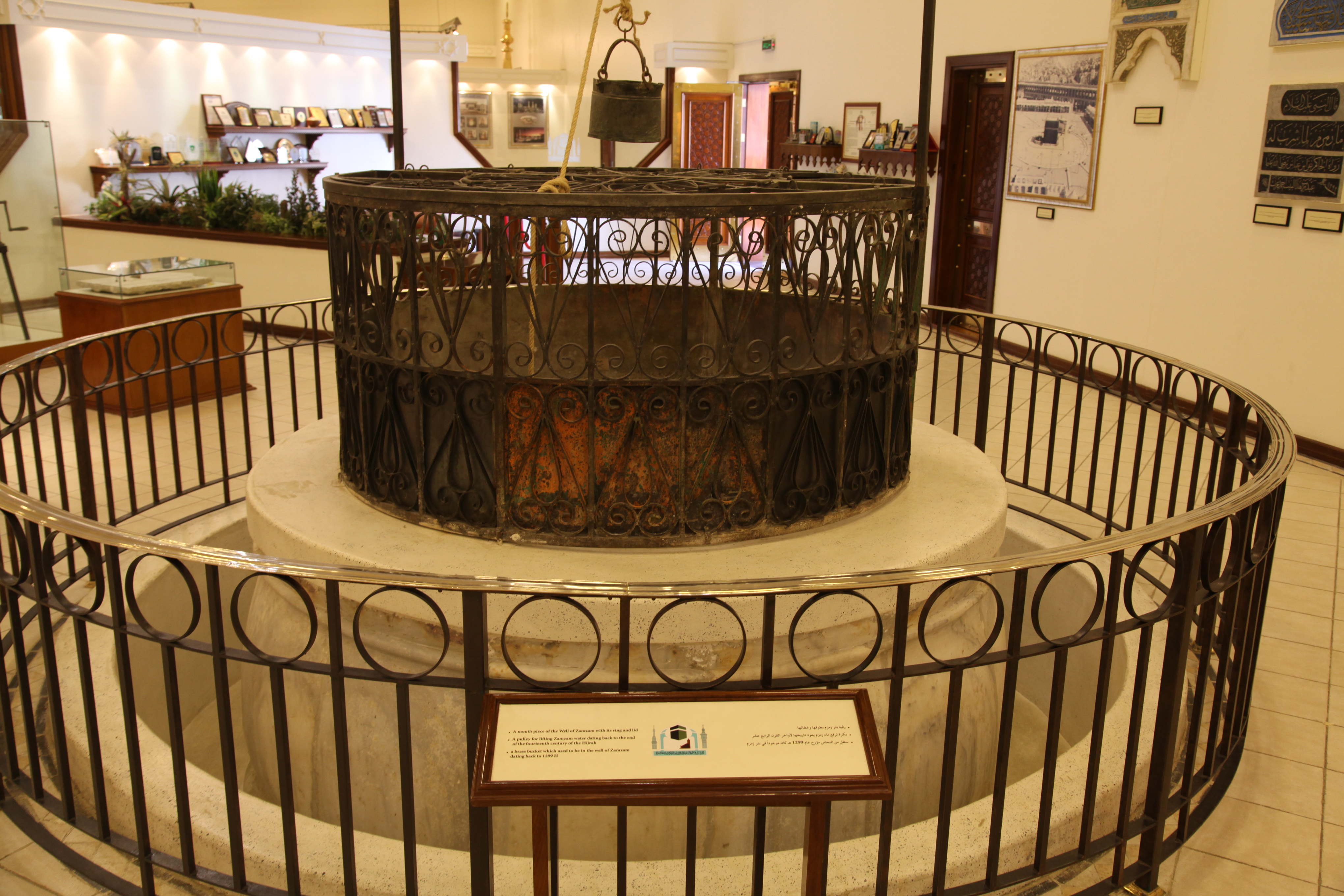
20世紀中ごろまで使われていたザムザムの井戸の縁。真鍮製の釣瓶はヒジュラ暦1299年（西暦1882年）製。

ザムザム（アラビア語: زمزم, ラテン文字転写: Zamzam）は、イスラーム教の聖都メッカにある「カアバ」のすぐ近くにある水場である。
古くからマッカの貴重な水源であり、イスラム社会においては聖なる泉とされている。ザムザムの泉から湧き出る水はザムザムの水と呼ばれ、イスラム教における聖水のようなものとして扱われている。巡礼に来たムスリムはウムラ の儀式が終わるとザムザムの水を飲むのが通例とされている。この水は販売目的での国外への持ち出しはサウジアラビアの法律によって禁止されているが、巡礼者が個人的に持ち帰る分には自由であり、巡礼者の代表的な土産物になっている。マッカの周囲にはザムザムの水を売る店が多数ある。一部の航空会社ではザムザムの水の機内持込に関して荷物の重量制限から一部除外するなど特別な規定を設けているところがある。

## 情報源
ザムザムについて記述した文献資料を概観すると、まず、9世紀前半のイブン・ヒシャームの『預言者伝』や、9世紀中葉のアズラキーの『メッカに関する言い伝えの書』など、それまでムスリムの間で口承で伝えられてきたことがアッバース朝期に書物としてまとめられる。その後は、各時代のムスリムが著したリフラ（巡礼旅行記）に、よくザムザムについての記述が載っている。たとえば、12世紀のイブン・ジュバイルのリフラには、井戸の管理や外観的特徴について詳細な記述がある。13世紀の地理学者ヤークートは、ザムザムに関する膨大な伝承を集めた。
近代以降の研究では、ゴドフロワ＝ドモンビヌの研究書 Le Pèlerinage à la Mekke. Étude d'histoire religieuse. 1923 （フランス語）がある。ザムザムに関する伝承や言い伝えから、井戸の管理、井戸に関連する儀礼に至るまで徹底的に調べつくした研究と評価されている。

## ムスリムの伝承
『預言者伝』には次のような言い伝えが収録されている。
泉の発見は、ハジャルが息子イスマーイールのために水を探し求めているとき、イスマーイールの元を訪れた天使が翼で地面を叩くと、その場所から水があふれ出た伝承に由来する。幼いイスマーイールがのどの渇きに苦しんでいたためハジャルが水を求めて周囲を歩き回っていると、アッラーは天使ジブリール（ガブリエル）を遣わし、ジブリールが大地をかかとで踏むと水がわき出したという。ハジャルは猛獣の声を聞いて息子イスマーイールが心配になり駆けよると、イスマーイールは頬の下に湧き出た泉の水を手ですくって飲んでいた。（イブン・イスハーク『預言者ムハンマド伝（1）』、95頁）
イスラームの預言者ムハンマドの時代より十数代前に、メッカの構成員であったジュルフム族とクライシュ族の祖のひとつキナーナ族等との間で争いが生じ、ジュルフム族はマッカから追放される時にカアバから黒石を持ち出し、ザムザムの泉も埋めてイェメンへ去ってしまったという。その後泉は塞がれて所在が分からなくなってしまったが、アッラーからの夢告を受けたアブド・アルムッタリブによって泉が再発見されたという。以後泉はアブド・アルムッタリブの一族が管理し、アブド・アルムッタリブによって泉の水はカアバを詣でる巡礼者に供されるようになったといわれる（イブン・イスハーク『預言者ムハンマド伝（1）』、95-97, 129-135頁）。
Hawting (1980) は、ムスリムの伝承を次のようにまとめている：(1) アブラハムが荒野に遺棄したハガルとイシュマエルのために神が湧き出させたザムザムの泉は、その後いつの間にか消滅した。(2) メッカの聖域管理権を持っていたジュルフム族が罪を犯し、これにより聖域の井戸であったザムザムが消滅し、あるいは隠された。ジュルフム族はメッカを追われ、聖域管理権を喪失した。(3) ジュルフム族により失われた井戸を再発見したのはアブド・アルムッタリブである。(4) アブド・アルムッタリブは井戸の場所を夢で知る。ただしこの夢告のエピソードは井戸の再発見よりもかなり後になった時点で付け加わっている。(5) ザムザムとは別に、カアバの内部に水の出ない縦穴あるいは井戸がある。これは「カアバの井戸」と呼ばれる。

## 水質

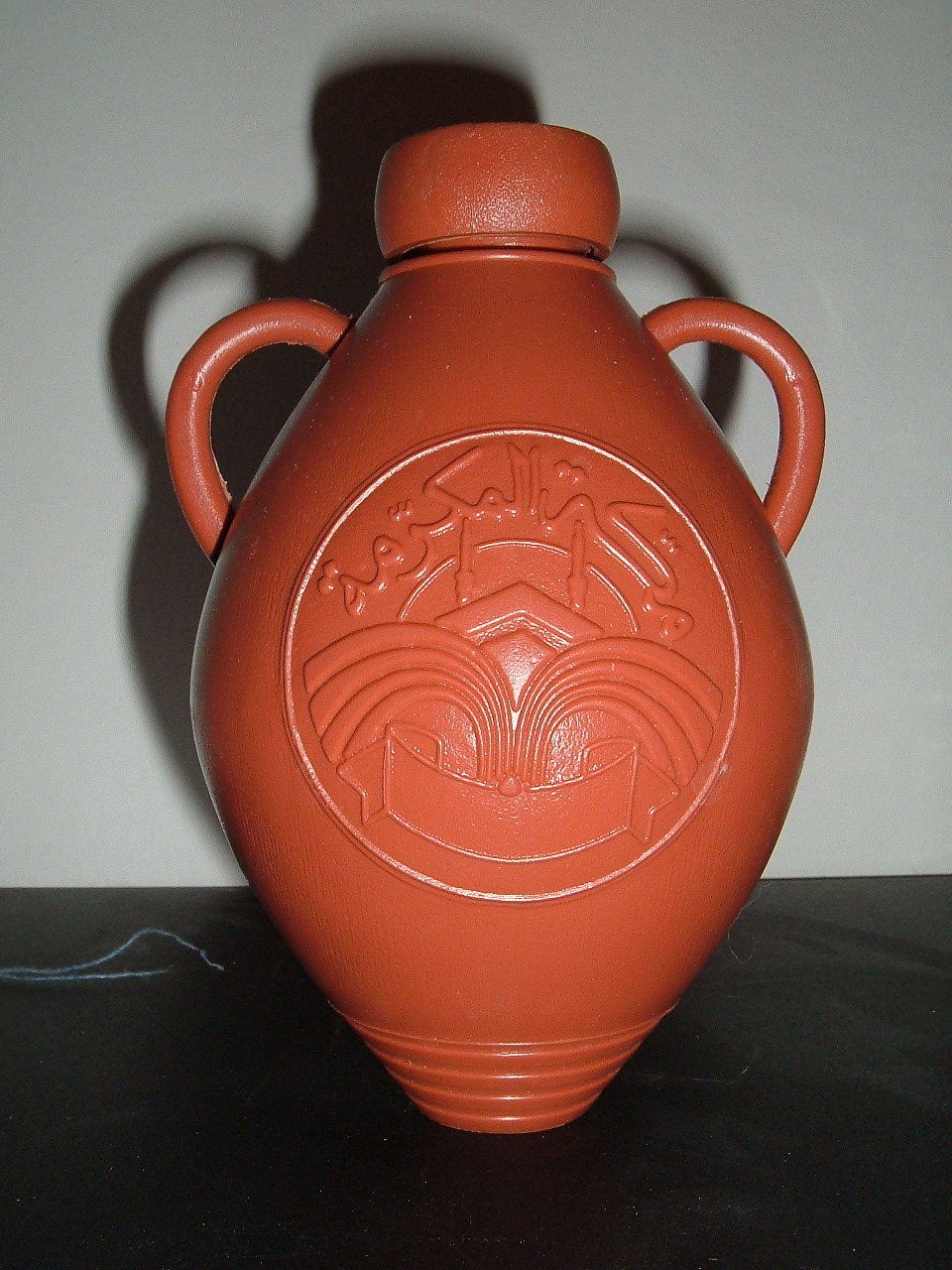
土産物として売られているザムザムの水

泉の水はポンプで汲み上げられており、やや塩気のある味がする。電動式のポンプで汲み上げられた水はマスジド・ハラームの噴水に利用されるほか、タワーフが行われる場所の近くで容器に詰められている。
水に含まれる成分は、キングサウード大学の調査により、以下のように測定された。
- ナトリウム - 133 mg/L
- カルシウム - 96 mg/L
- マグネシウム - 38.88 mg/L
- カリウム - 43.3 mg/L
- 炭酸水素塩 - 195.4 mg/L
- 塩化物 - 163.3 mg/L
- フッ化物 - 0.72 mg/L
- 硝酸塩 - 124.8 mg/L
- 硫酸塩 - 124.0 mg/L
- pH - 8
- 化学アルカリ度 - 835 mg/L

## 語源
「ザムザム Zamzam」という言葉は「水がふんだんに供給されるさま」を表現する音象徴語（オノマトペ）であり、類語の「マー・ズマーズィム mā’ zumāzim」は「枯れることのない水場」を表現する言葉である。